# エイキ・コバシガワ
エイキ・コバシガワ（Yeiki Kobashigawa、漢字：小橋川 栄喜、1917年9月28日 - 2005年3月31日）は、日系アメリカ人のアメリカ陸軍第100歩兵大隊軍人。第二次世界大戦時の活躍により、名誉勲章受章者となった。軍人としての最終階級は少尉。両親は沖縄県から米国に移民した。

## 経歴
1944年6月2日に、第100歩兵大隊の一等軍曹の階級にあったコバシガワは、イタリアのラヌーヴィオ近郊で、自身の分隊によるドイツ軍の機関銃の砲床4つを破壊する作戦を、成功に導いた。
これらの行為によって、当初は殊勲十字章が授与されていたが、1990年代になって全てのアジア系アメリカ人の殊勲十字章受賞歴を再調査したところ、名誉勲章に格上げされることとなった。2000年6月21日にホワイトハウスで執り行われた式典において、ビル・クリントン大統領からコバシガワに名誉勲章が贈呈された。
現在は、ホノルル近郊にある国立太平洋記念墓地「パンチボウル」に埋葬されている。 

## 名誉勲章
コバシガワが受賞した名誉勲章には下記のように記されている。
エイキ・コバシガワ一等軍曹は、1944年6月2日のイタリア・ラヌーヴィオ近郊における作戦中の際立って英雄的な行動によって、その名を残すこととなった。攻撃の間、コバシガワ一等軍曹の小隊は、複数の機関銃による激しい敵の抵抗に阻まれた。自身の位置から50ヤードの距離に機関銃の砲床を見つけ、コバシガワ一等軍曹は1人の部下とともに前方へ這って進み、手榴弾を投擲し、次いで友軍が掩護射撃を行っている間、自身の軽機関銃で敵に襲い掛かった。彼は敵兵1名を殺害し、2名を捕虜とした。一方、コバシガワ一等軍曹と彼の仲間は、50ヤード前方から別の機関銃によって攻撃された。分隊に各々が最初に居た位置へ進む様指示し、コバシガワ一等軍曹は第2の機関銃の砲床を制圧する為に、仲間と再び前進した。手榴弾を敵の陣地に投擲した後に、仲間が装填する間、コバシガワ一等軍曹は掩護射撃を行い、敵兵4名を捕虜とした。他の機関銃の砲床に注意を払い、コバシガワ一等軍曹は更に第3・第4の砲床を発見し、それら2つを沈黙させる際に、巧みに分隊を指揮した。コバシガワ一等軍曹の類まれな英雄的行為と任務への忠誠は、軍隊の最も崇高な伝統を維持し、また、彼本人やその部隊、ひいてはアメリカ陸軍への大きな信頼をもたらすものであった。